# اس‌اس اوهیان (۱۹۱۴)
اس‌اس اوهیان (۱۹۱۴) (به انگلیسی: SS Ohioan (1914)) یک کشتی بود که طول آن ۴۰۷ فوت ۷ اینچ (۱۲۴٫۲۳ متر) بود. این کشتی در سال ۱۹۱۴ ساخته شد.